# Stélios Papaflorátos
Stélios Papaflorátos (en grec : Στέλιος Παπαφλωράτος) est né le 27 janvier 1954. C'est un joueur de football grec.

## Carrière à l'Aris FC
Stélios commence sa carrière pro à l'Aris FC en 1973 et y reste jusqu'en 1980 où il arrête sa carrière en 1980. Il ne remporte rien avec son club mais était un bon gardien; il fut sélectionné de nombreuses fois comme doublure de l'équipe nationale mais il jouera néanmoins deux matchs en 1975 avec son pays.
Sa première saison se termine par une 3e place, synonyme de qualification européenne mais le club ne pèsera pas lourd face au Rapid Vienne.  Le club finit 6e en 1974-1975, Stélios jouera cette année ses deux seules matchs sous le maillot nationale. L'Aris terminera dans la première moitié de tableau à chaque saison mais n'arrivera pas à décrocher un titre ou une coupe.

## Carrière internationale
| #                                          | Date                                       | Compétition                                            | Lieu                                       | Adversaire                                 | Score                                      | But(s) |
| ------------------------------------------ | ------------------------------------------ | ------------------------------------------------------ | ------------------------------------------ | ------------------------------------------ | ------------------------------------------ | ------ |
| 1                                          | 1er avril 1975                             | Match amical                                           | Nicosie                                    | Chypre                                     | 2-1                                        | 1      |
| 2                                          | 4 juin 1975                                | Éliminatoires du Championnat d'Europe de football 1976 | Thessalonique                              | Malte                                      | 4-0                                        | 0      |
| Total de buts encaissés en équipe de Grèce | Total de buts encaissés en équipe de Grèce | Total de buts encaissés en équipe de Grèce             | Total de buts encaissés en équipe de Grèce | Total de buts encaissés en équipe de Grèce | Total de buts encaissés en équipe de Grèce | 1      |